# Kung Fu Panda 4

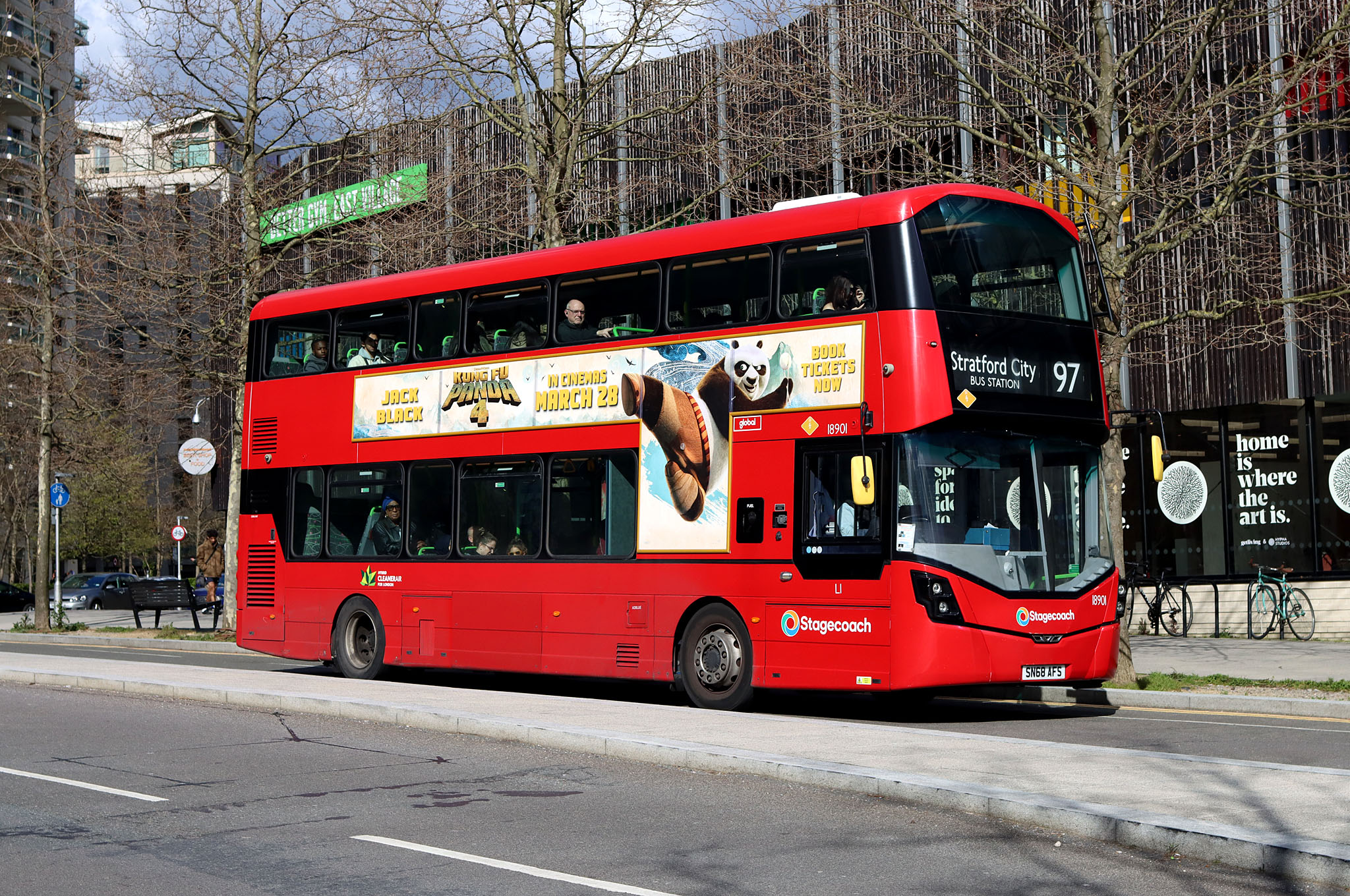
Propaganda de la pel·lícula en un autobús de Londres.

Kung Fu Panda 4 és una pel·lícula d'animació de comèdia i arts marcials produïda per DreamWorks Animation i distribuïda per Universal Pictures. És la quarta entrega de la franquícia Kung Fu Panda i la seqüela de Kung Fu Panda 3 (2016). La pel·lícula és dirigida per Mike Mitchell i codirigida per Stephanie Ma Stine. Compta amb Jack Black, Dustin Hoffman, James Hong, Bryan Cranston i Ian McShane repetint els seus papers en anglès de les pel·lícules anteriors, amb Awkwafina, Viola Davis i Ke Huy Quan unint-se al repartiment com a nous personatges. A la pel·lícula, en Po intenta trobar i entrenar el seu successor com el nou Guerrer del Drac, mentre s'enfronta a un nou enemic anomenat La Camaleona que posseeix la capacitat de ressuscitar malvats del passat. S'ha doblat al català.
Els directors Jennifer Yuh Nelson i Alessandro Carloni van ser preguntats sobre la possibilitat d'una quarta pel·lícula de Kung Fu Panda abans de l'estrena de la tercera pel·lícula el gener de 2016, i Nelson va dir més tard l'agost de 2018 que estava oberta a una quarta entrega. DreamWorks va anunciar oficialment la quarta pel·lícula l'agost de 2022, amb Mitchell, Ma Stine i Rebecca Huntley com a director, codirectora i productora respectivament. La major part del repartiment de veu principal es va anunciar el desembre de 2023, després del càsting d'Awkwafina el maig d'aquell any.